# Piraci!
Piraci! (ang. The Pirates! In an Adventure with Scientists, rozpowszechniany w Ameryce Północnej i Australii pod tytułem The Pirates! Band of Misfits) – amerykańsko-brytyjski film animowany z 2012 roku stworzony na podstawie książki Gideona Defoe'a The Pirates! In an Adventure with Scientists.

## Obsada
- Hugh Grant – Kapitan Piracki
- Martin Freeman – Porucznik
- Imelda Staunton – Królowa Wiktoria
- David Tennant – Karol Darwin
- Jeremy Piven – Czarnobrody
- Lenny Henry – Kulawy Hastings
- Salma Hayek – Szkarłatna Liz
- Brian Blessed – Król piratów
- Russell Tovey (Wielka Brytania)/Anton Yelchin (USA) – Pirat albinos
- Brendan Gleeson – Pirat z Podagrą
- Ashley Jensen – Zaskakująco androgeniczny pirat

## Wersja polska
- Wersja polska: Start International Polska
 Reżyseria: Marek Robaczewski
 Dialogi polskie: Bartosz Wierzbięta
 Dźwięk i montaż: Janusz Tokarzewski
 Kierownictwo produkcji: Dorota Nyczek
 W rolach głównych:
- Waldemar Barwiński – Kapitan Piracki
- Grzegorz Kwiecień – Porucznik
- Karol Wróblewski – Karol Darwin
- Izabella Bukowska – Królowa Wiktoria
- Robert Jarociński – Czarnobrody
- Mariusz Krzemiński – Kulawy Hastings
- Monika Węgiel – Szkarłatna Liz
- Aleksander Mikołajczak – Admirał Collingwood
- Paweł Szczesny – Król piratów
- Artur Pontek – Pirat albinos
- Monika Pikuła – Zaskakująco androgeniczny pirat

W pozostałych rolach:
- Zbigniew Konopka
- Miłogost Reczek
- Paweł Galia
- Joanna Borer
- Bożena Furczyk
- Anna Szymańczyk
- Maciej Kowalik
- Jacek Król
- Bartosz Martyna
- Michał Podsiadło
- Jakub Szydłowski
- Janusz Wituch
- Krzysztof Zakrzewski